# Isla Al Bahrani
Isla Al Bahrani es una isla del emirato de Abu Dhabi en el país de Emiratos Árabes Unidos en la costa del emirato, a unos 12 km al oeste de la ciudad de Abu Dhabi cerca a la barrera de islas del oeste de la ciudad.
Es una isla arenosa con algunas rocas, y de forma triangular con una distancia de 6 km de norte a sur y unos 8 km de ancho.  Su superficie es de unos 12 km².
La isla es un lugar frecuentado por pescadores locales. En la parte suroeste se han encontrado los restos de un campo islámico.